# 다이아몬드 프린세스
다이아몬드 프린세스(영어: Diamond Princess)는 영국-미국 합작회사인 카니발 코퍼레이션 산하 프린세스 크루즈에 소속되어 있는 유람선이다. 2004년 3월에 처음 운항을 시작했으며 북반구의 여름 동안에는 아시아에서, 남반구의 여름 동안에는 오스트레일리아에서 주로 순항한다. 자매선으로 사파이어 프린세스가 있으며, 둘다 모두 미쓰비시 중공업 나가사키 조선소에서 건조하였다.

## 2020년 코로나-19 바이러스
2020년 1월 25일 홍콩에서 하선한 승객이 신종 코로나바이러스 (2019-nCoV)에 감염된 것으로 판명되었다. 당초 2월 4일에 요코하마항에 도착할 예정이었으나, 일정을 앞당겨 3일 요코하마에 도착하였다. 2월 4일 요코하마항 앞바다에서 다시 검역을 실시한 결과, 약 20명이 양성 반응이 있는 것으로 판명되어 병원에 수용되었다. 2월 5일 새벽까지 선박 안에서의 행동은 별다르게 제한되지 않았으며, 쇼 등의 선내행사도 그대로 진행하였다. 최근 검사를 다시 실시한 결과, 확진자 수가 늘어났다. 증상이 발생하지 않은 승무원과 승객 약 3,700명은 14일 선내에서 대기하게 되었다. 다만, 아직 일본 당국이 정확한 일정을 발표하지 않았기 때문에 정착하는 일정은 불분명하다. 2월19일 바이러스 검사를 두차례 시행해 모두 음성이 나온 승객들에 한해서 하선이 허가되었다.